# Kossel-Stranski-Theorie
Die Kossel-Stranski-Theorie (nach den Physikern Walther Kossel und Iwan Stranski) beschreibt das Kristallwachstum durch elektrostatische Wechselwirkungen an der Oberfläche des entsprechenden Kristalls. Die Kernaussage der Theorie ist, dass sich Ionen an eine Kristallfläche genau dort anlagern, wo der höchste Energiegewinn zu erwarten ist.

## Energetische Betrachtung der Kristallwachstums
Man stelle sich eine eindimensionale Kette von Ionen mit abwechselnd unterschiedlicher elektrischer Ladung vor. An diese Kette wird ein weiteres Ion angehängt. Die Coulomb-Wechselwirkungen für das neu angelagerte Teilchen würden sich dann ergeben zu 
{\displaystyle {\begin{aligned}E_{\mathrm {Coulomb} }^{1D}&={\frac {e^{2}}{r}}\left({\frac {1}{1}}-{\frac {1}{2}}+{\frac {1}{3}}-{\frac {1}{4}}+\ldots \right)\\&={\frac {e^{2}}{r}}\ln {2}\end{aligned}}}
mit
- der Elementarladung {\displaystyle e}
- dem Ionenabstand {\displaystyle r}.

Dieses Vorgehen kann für die zweite und dritte Dimension entsprechend fortgesetzt werden. Anhand der sich ergebenden Energiebeträge kann eine Aussage über das Kristallwachstum gemacht werden. 